# Aloinella cucullifera
Aloinella cucullifera là một loài Rêu trong họ Pottiaceae. Loài này được (Mitt.) Steere mô tả khoa học đầu tiên năm 1948.